# توري كارديلا
بلدية توري كارديلا (بالإسبانية: Torre-Cardela) هي بلدية تقع في مقاطعة غرناطة التابعة لمنطقة أندلوسيا جنوب إسبانيا.

## الديموغرافيا
بلغ عدد سكان بلدية توري كارديلا 937 نسمة عام 2011 (وفقاً للمعهد الوطني الإسباني للإحصاء).
| 1.240 | 1.206 | 1.152 | 1.103 | 1.064 | 970 | 937 |